# Maria Assumpció Català i Poch
Maria Assumpció Català i Poch (14 juillet 1925, Barcelone - 3 juillet 2009, Barcelone) est une mathématicienne et astronome espagnole. Diplômée de l'Université de Barcelone en 1953, elle y occupe plusieurs postes de responsable de département et travaille sur les taches solaires, sur les systèmes stellaires dynamiques et sur le nuage d'Oort. Elle participe également à plusieurs programmes de coopération franco-espagnols et représente l'Espagne auprès de l'Union astronomique internationale durant 15 ans. La Généralité de Catalogne lui décerne le Prix Creu de Sant Jordi en 2009.